# Membrane mitochondriale interne
- ATP synthase ;
- espace intermembranaire mitochondrial ;
- matrice mitochondriale ;
- crêtes (cristae) ;
- ribosomes ;
- membrane mitochondriale interne ;
- membrane mitochondriale externe ;
- ADN mitochondrial.

Dans une mitochondrie, la membrane mitochondriale interne délimite la matrice mitochondriale et contient un grand nombre de protéines membranaires essentiellement hydrophobes impliquées notamment dans la respiration cellulaire, la production d'ATP et le transport de divers métabolites.
La membrane mitochondriale interne est constituée d'une bicouche lipidique de composition lipidique semblable à celle des bactéries, ce qui est un argument fort en faveur de la théorie endosymbiotique quant à leur origine. On y trouve également de la cardiolipine, qui peut en constituer près d'un cinquième des lipides totaux et qui est indispensable au fonctionnement de la cytochrome c oxydase. Très riche en protéines, elle ne contient pas de cholestérol.
Cette membrane, très imperméable aux ions et aux molécules polaires, forme des crêtes qui ont pour effet d'augmenter la surface disponible pour les protéines membranaires telles que les cytochromes — comme le cytochrome P450 — afin d'optimiser leur fonctionnement. Cette surface peut être multipliée par cinq et présenter des formes variables selon l'activité de l'organite.